# Kariem Hussein
Kariem Hussein (Suiza, 4 de enero de 1989) es un atleta suizo, especialista en la prueba de 400 m vallas en la que llegó a ser medallista de bronce europeo en 2016.

## Carrera deportiva
En el Campeonato Europeo de Atletismo de 2016 ganó la medalla de bronce en los 400 m vallas, con un tiempo de 49.10 segundos, llegando a meta tras el turco Yasmani Copello (oro con 48.98 segundos) y el español Sergio Fernández (plata con 49.06 segundos).